# Laurence Housman
Laurence Housman (Bromsgrove (Worcestershire), 18 de julio de 1865 - Street (Somerset), 20 de febrero de 1959) fue un escritor e ilustrador inglés.

## Biografía

### Primeros años
Housman nació en Bromsgrove (Worcestershire). Fue hermano del poeta Alfred Edward Housman. Luego de asistir a la Bromsgrove School, fue enviado junto a su hermana Clemence a estudiar a la Lambeth School of Art y al Royal College of Art en Londres.

### Ilustrador
Housman trabajó inicialmente como ilustrador de libros para varias editoriales, ilustrando con un estilo modernista obras como Jump to Glory Jane (1892) de George Meredith, Weird Tales (1892) de Jonas Lie, Goblin Market de Christina Rossetti y The End of Elfintown (1894) de Jane Barlow. Durante este periodo también publicó varios volúmenes de poesía, así como varios himnos y villancicos.

### Escritor

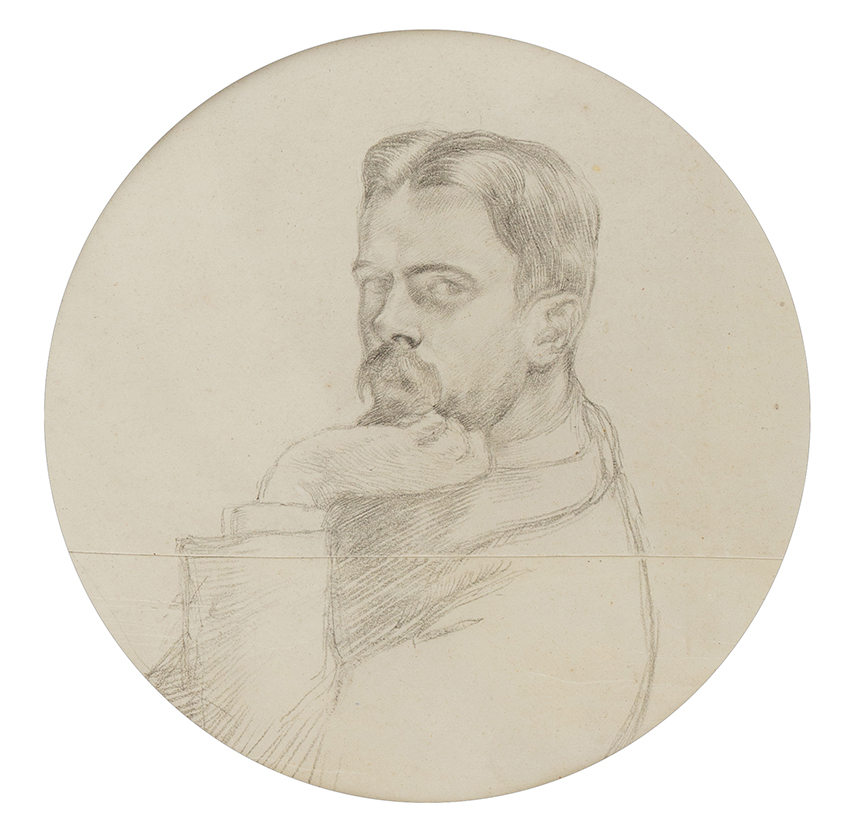
Retrato sin fecha, por William Rothenstein (1872-1945)

Cuando su vista empezó a fallar, Housman empezó a enfocarse en su carrera como escritor. Su primer éxito literario fue la novela An Englishwoman's Love-letters (1900), la cual fue publicada anónimamente. Posteriormente, empezó a escribir dramas, siendo su primera obra Bethlehem (1902). Otros de sus trabajos dramáticos son Angels and Ministers (1921), Little Plays of St. Francis  (1922) y Victoria Regina (1934).
Muchas de las obras de Housman causaron controversia por representar personajes bíblicos y miembros vivos de la casa real, por lo que muchas de estas fueron presentadas solo de forma privada hasta que la censura teatral fue relajada. En 1937, el Lord Chambelán decretó que ningún soberano británico podría ser representado en una obra teatral antes de que hayan pasado cien años de su coronación. Por esta razón, Victoria Regina no pudo ser producida hasta el 20 de junio de 1937, en el centenario de la coronación de la Reina Victoria.
Housman escribió una autobiografía titulada en (1937), en la cual no hace mención a su homosexualidad.

### Activismo
Housman tenía puntos de vista políticos que eran considerados controversiales para su tiempo. Housman era socialista y pacifista y fue uno de los fundadores de la Men's League for Women's Suffrage junto a Henry Nevinson y H. N. Brailsford en 1907. También fue miembro de la British Society for the Study of Sex Psychology y de la Orden de Queronea.